# Axonopus pennellii
Axonopus pennellii är en gräsart som beskrevs av George Alexander Black. Axonopus pennellii ingår i släktet Axonopus och familjen gräs.
Artens utbredningsområde är Colombia. Inga underarter finns listade i Catalogue of Life.